# Osmijeh
 Ovo je glavno značenje pojma Osmijeh. Za druga značenja pogledajte Osmijeh (razdvojba).
Osmijeh je radnja kojom demonstriramo opuštenost psihosomatskog statusa pojedinca kroz neverbalne i facijalne izraze koji znače te predstavljaju osjećaje poput sigurnosti, razbibrige, zaigranosti, opuštenosti, zabavnosti, radosti, sreće, ljubavi, mira, ugode, zadovoljstva i slično. 
U životinjskom svijetu osmijeh može imati različita značenja: kod majmuna je upozorenje protivniku majmunu koji se zastrašuje na takav način. Kod pasa značenje je slično kao kod čovjeka.
Osmijeh je svojstven ljudskoj vrsti te može i ne mora biti u srodstvu s humorističnom, zabavnom i duhovitom situacijom u trenutku. Osmijeh je često automatska reakcija na bezopasnu i nepredvidljivu situaciju koja nas je iznenadila.